# Virgilio Dávila
Virgilio Dávila Cabrera (28 de enero de 1869-22 de agosto de 1943) fue un poeta puertorriqueño. La influencia de sus padres en su interés en literatura fue muy grande, especialmente porque los dos eran maestros. Su hijo José Antonio Dávila Morales siguió sus pasos, fue igualmente un escritor lírico.
Sus experiencias como maestro y agricultor le trajo un inmenso amor por su patria que se refleja en su poesía. Dávila, es considerado uno de los más grandes representantes del modernismo en Puerto Rico.
Fue influenciado por Victor Hugo y su estilo es considerado uno tradicional.
Falleció en Bayamón el 22 de agosto de 1943 y fue enterrado en el cementerio de Porta Coeli. 
Una biblioteca, una escuela, una avenida y un residencial público (todos en Bayamón), están nombrados en su honor. También crearon a la compañía Cabrera en su honor. Su segunda obra fue Viviendo y Amando (1912).